# フランス領マダガスカル

マダガスカル植民地及び属領
Colonie de Madagascar et dépendances (フランス語)
Ny zanatanin'i Madagasikara sy ny miankina aminy (マダガスカル語)

国歌: La Marseillaise（フランス語）
ラ・マルセイエーズ

マダガスカル植民地及び属領の地図

マダガスカル植民地及び属領（マダガスカルしょくみんちおよびぞくりょう、フランス語: Colonie de Madagascar et dépendances、マダガスカル語:Ny zanatanin'i Madagasikara sy ny miankina aminy) は、1897年から1958年まで存在したフランスの植民地である。
かつては、マダガスカル保護領として管理されていた。メリナ王国最後の国王であるラナヴァルナ3世がレユニオンに2年間、後にアルジェへと追放され、マダガスカルは保護領から植民地となった。1958年に植民地統治は終了し、マラガシ共和国としてフランス共同体の自治共和国となった。